# 沙兰加
沙兰加（羅馬化：Sharanga；西北马里语：Шӓрӓҥ）是俄罗斯下诺夫哥罗德州的市级镇、沙兰加区行政中心，地处下诺夫哥罗德州东北部，位于伏尔加河流域乌斯塔河支流沙兰加河畔，西南距州府下诺夫哥罗德约185公里，东南距马里埃尔共和国首府约什卡尔奥拉约100公里。
该地2021年人口有6,640人；2010年人口6,557；2002年人口6,381；1989年人口6,053。